# Walter Hampden
Walter Hampden Dougherty (Brooklyn, 30 de junho de 1879  - Los Angeles, 11 de junho de 1955), conhecido profissionalmente como Walter Hampden, foi um ator e gerente de teatro americano. Ele foi uma grande estrela de teatro na Broadway em Nova York, que também fez inúmeras aparições na televisão e no cinema. 

## Vida e carreira

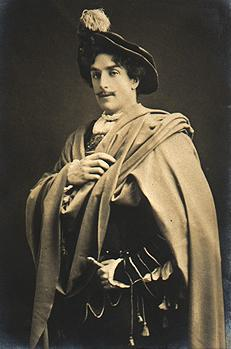
Walter Hampden como Lucentio em A domesticação de musaranho no Adelphi Theatre, Londres (1904)

Walter Hampden era filho de John Hampden Dougherty e Alice Hill. Ele era irmão mais novo do pintor americano Paul Dougherty. Ele foi para a Inglaterra para aprender por seis anos. Ele se formou no que hoje é NYU Poly em 1900. Mais tarde, ele interpretou Hamlet, Henry V e Cyrano de Bergerac na Broadway. Em 1925, ele se tornou gerente do Colonial Theatre na Broadway, que foi renomeado para Hampden's Theatre de 1925 a 1931. Ele ficou conhecido por seus papéis de Shakespeare, bem como por Cyrano, que ele interpretou em várias produções entre 1923 e 1936. Ele apareceu na capa da Time em março de 1929. O último papel de Hampden no palco foi como Danforth na produção original da Broadway de The Crucible, de Arthur Miller.

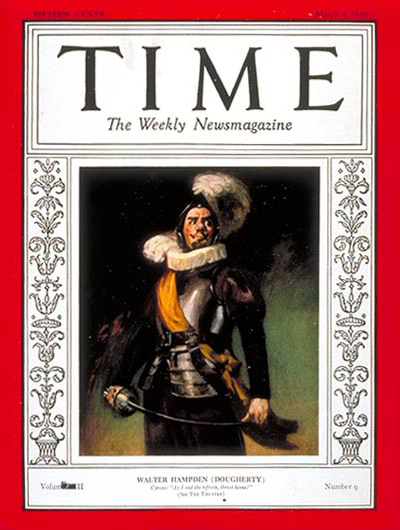
Hampden na capa da Time em 1929, enquanto era produtor, diretor, estrela e gerente de teatro de um renascimento da Broadway de Cyrano de Bergerac

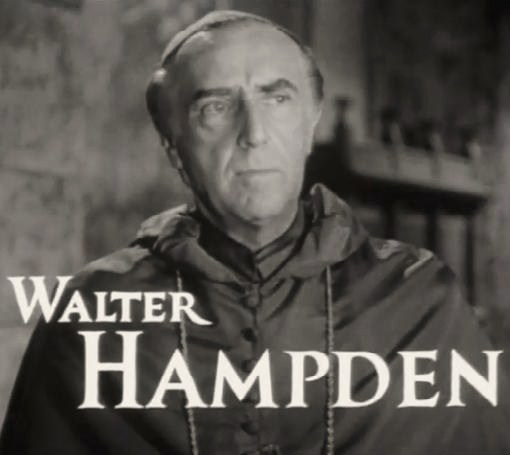
Hampden como arcebispo Claude Frollo em O Corcunda de Notre Dame (1939)

John Garrett Underhill produziu a primeira versão em inglês dos títulos de interesse (Los intereses creados) por Jacinto Benavente, com Walter Hampden, em 1929.
Hampden apareceu em alguns filmes mudos, mas realmente não começou sua carreira cinematográfica até 1939, quando interpretou o bom arcebispo de Paris (Claude Frollo) em O Corcunda de Notre Dame, estrelando   Charles Laughton como Quasimodo. Este foi o primeiro filme sonoro de Hampden; ele tinha 60 anos na época em que chegou. Vários outros papéis se seguiram — Jarvis Langdon no filme de 1944, The Adventures of Mark Twain, entre eles, mas todos apoiavam papéis de personagens principais, não os papéis principais que Hampden representou no palco. Ele foi o mestre de cerimônias no Sarah Siddons Awards em All About Eve (1950) e interpretou o pai de Humphrey Bogart e William Holden na comédia de Billy Wilder de 1954, Sabrina. Esses dois últimos filmes são sem dúvida aqueles pelos quais Hampden é mais conhecido pelo público moderno. Ele também atuou como os patriarcas de barba longa nos épicos bíblicos The Silver Chalice (1954, como Joseph of Arimathea ) e The Prodigal (1955). 
Hampden reprisou sua interpretação de Cyrano de Bergerac no primeiro episódio do programa de rádio Great Scenes from Great Plays, que Hampden apresentou de 1948 a 1949. Além de seus papéis no rádio (As aventuras de Leonidas Witherall ), Hampden também apareceu em vários dramas durante o início da televisão. Ele estreou na TV em 1949, tocando Macbeth pela última vez, aos 69 anos. 
Seu último papel foi do rei Luís XI da França, considerado por alguns como uma de suas melhores performances, no remake Technicolor, de 1956, da opereta de 1925 de Rudolf Friml, The Vagabond King. Foi lançado postumamente, mais de um ano após a morte de Hampden. 
Durante 27 anos, Walter Hampden foi presidente do Clube dos Atores. A biblioteca do clube é nomeada para ele. 
Suas cinzas estão enterradas no cemitério Evergreen, no Brooklyn, Nova York. 

## Vida pessoal
Hampden casou com a atriz Mabel Carrie Moore (1879-1978) em 17 de julho de 1905. Eles tiveram um filho, Paul Hampden Dougherty, e uma filha, Mary Moore Dougherty. 

## Filmografia
| Ano  | Título                          | Função                  | Notas                                   |
| ---- | ------------------------------- | ----------------------- | --------------------------------------- |
| 1917 | A guerra da carne               | Henry Goode             | (estreia no cinema)                     |
| 1939 | O corcunda de Notre Dame        | Arcebispo Claude Frollo |                                         |
| 1940 | Tudo isso e o céu também        | Pasquier                |                                         |
| 1940 | Polícia Montada Noroeste        | Grande urso             |                                         |
| 1941 | Eles morreram com suas botas    | William Sharp           |                                         |
| 1942 | Vendaval de Paixões             | Commodre Devereaux      |                                         |
| 1944 | As aventuras de Mark Twain      | Jervis Langdon          |                                         |
| 1949 | The Philco Television Playhouse | Macbeth                 | Episódio: " Macbeth "                   |
| 1950 | Tudo sobre Eva                  | Ator idoso              |                                         |
| 1951 | Teatro Pulitzer                 | Andrew Jackson          | Episódio: "Retrato de um Presidente"    |
| 1951 | A Primeira Legião               | Padre Edward Quarterman |                                         |
| 1951 | Teatro das Estrelas de Schlitz  | Daniel Webster          | Episódio: "Decision and Daniel Webster" |
| 1952 | 5 Dedos                         | Sir Frederic Taylor     |                                         |
| 1953 | Tesouro do Condor Dourado       | Pierre Champlain        |                                         |
| 1953 | Sombrero                        | Don Carlos Castillo     |                                         |
| 1954 | Sabrina                         | Oliver Larrabee         |                                         |
| 1954 | O cálice de prata               | José de Arimatéia       |                                         |
| 1955 | The Prodigal                    | Eli                     |                                         |
| 1955 | Senhora estranha na cidade      | Padre Gabriel Mendoza   |                                         |
| 1956 | O Rei Vagabundo                 | King Louis XI           | (papel final do filme)                  |